# Wassyl Ahibalow

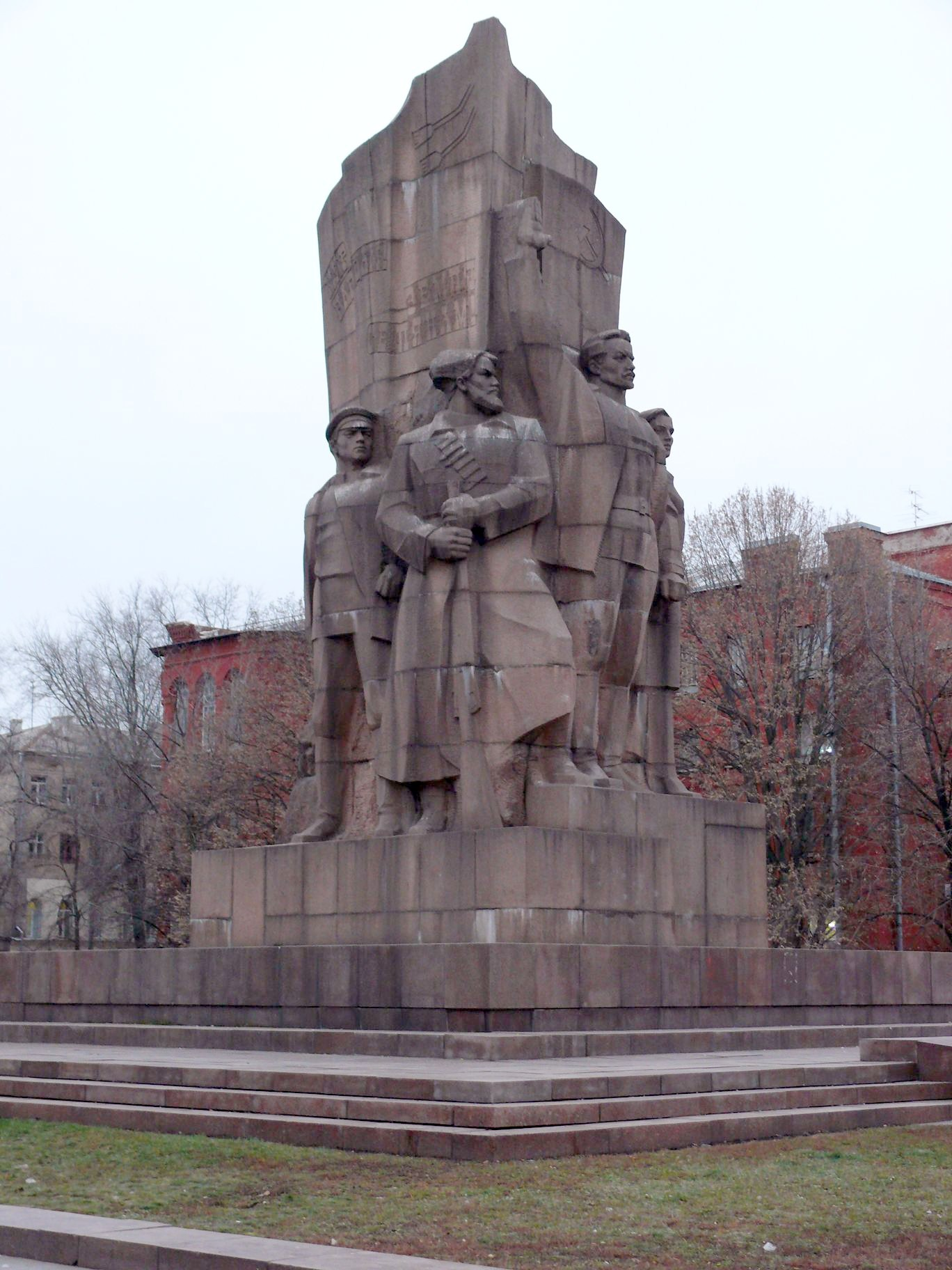
Von Wassyl Ahibalow 1975 geschaffenes „Denkmal zum Gedenken an die Proklamation der sowjetischen Herrschaft in der Ukraine“ in Charkiw

Wassyl Iwanowytsch Ahibalow (* 8. Apriljul. / 21. April 1913greg. in Losowoje, Gouvernement Woronesch, Russisches Kaiserreich; † 18. Februar 2002 in Charkiw, Ukraine) war ein ukrainisch-sowjetischer Bildhauer.

## Leben
Wassyl Ahibalow studierte 1932/33 am Kiewer Kunstinstitut und zwischen 1933 und 1942 am Charkower Kunstkollege und am Charkower Kunstinstitut. Er war ein Schüler Eleonora Abramowna Blochs. Von 1942 an war er Mitglied der KhB UAU, der Charkower Filiale der Union der Künstler der Ukraine und nahm seitdem an ukrainischen, sowjetischen und internationalen Ausstellungen teil.
Als Soldat der Roten Armee kämpfte er im Deutsch-Sowjetischen Krieg.
Gemeinsam mit anderen Künstlern schuf er, vorwiegend aus Granit und Bronze, eine Vielzahl an Denkmälern im Stil des sozialistischen Realismus zum Gedenken an sowjetische Führer und den Großen Vaterländischen Krieg. Unter anderem schuf er Denkmäler von Wladimir Lenin in Luhansk (1949) und Bila Zerkwa (1983) und weitere Denkmäler in Krasnodon (Grab der Jungen Garde, 1954), in Dnipropetrowsk (Monument des Ewigen Ruhms, 1967) und Charkiw (Gedenken an die Proklamation der sowjetischen Herrschaft in der Ukraine, 1975; 2012 demontiert) sowie eine Reihe von Büsten, inklusive einer von Taras Schewtschenko (1961).
Wassyl Ahibalow lebte und arbeitete in Charkiw, wo er 2002 88-jährig starb.

## Ehrungen
- 1978 Volkskünstler der Ukrainischen SSR
- 1977 Taras-Schewtschenko-Preisträger[3]
- Ehrenzeichen der Sowjetunion[4]